# Gerhard Fitzinger
Gerhard Fitzinger (* 15. April 1947 in Attnang-Puchheim; † 30. Dezember 2016 in Vöcklabruck) war ein österreichischer Komponist, Musikpädagoge und Kirchenmusiker.

## Leben und Wirken
Er studierte am Mozarteum Salzburg Musikpädagogik, Chorleitung und Komposition, unterrichtete seit 1974 Klavier, Waldhorn und Theorie an der Landesmusikschule Vöcklabruck und veröffentlichte Einspielungen seiner Kompositionen auf Tonträgern. Seit den 1970er-Jahren leitete und dirigierte er mehrere Chöre im Umkreis von Vöcklabruck.

## Werke
Die Liste seiner Kompositionen umfasst ein Te Deum, eine Symphonie, zwei Oratorien, Messe, Chorwerke für gemischten Chor und Männerchor, Kammermusik, Sololieder, Kinderlieder und Klavierstücke.

## Auszeichnungen
- Verleihung des Titels Konsulent der Oberösterreichischen Landesregierung (1985)
- Kulturmedaille des Landes Oberösterreich (2002)
- Lokale Ehrungen der Stadt Attnang-Puchheim ((Kultur-Ehrenzeichen Phönix in Gold, 1994), der Gemeinde Ungenach (Kultur-Ehrenring, 2001)) und der Stadtgemeinde Vöcklabruck (Ehrenzeichen in Silber, 2005)
- Ehrenzeichen des Sängerbundes für Oberösterreich und Salzburg (Note in Gold, 1996 und Kulturmedaille, 2001)
- Ehrenzeichen in Gold des Chorverbandes Oberösterreich (2005)